# أنجيلا ستيفنز
أنجيلا ستيفنز (بالإنجليزية: Angela Stevens)‏ هي ممثلة أمريكية، ولدت في 8 مارس 1925 في إيغل روك في الولايات المتحدة، وتوفيت في 17 مارس 2016 في Sun City, Menifee, California ‏ في الولايات المتحدة.

## وصلات خارجية
- أنجيلا ستيفنز على موقع IMDb (الإنجليزية)
- أنجيلا ستيفنز على موقع قاعدة بيانات الفيلم (الإنجليزية)